# Suzuki XL7
Suzuki XL7 var en personbilsmodel fra den japanske bil- og motorcykelfabrikant Suzuki, som fra 2006 udelukkende solgtes på det amerikanske marked. Bilen var en femdørs SUV, som afløste Suzuki Grand Vitara XL-7.
XL7 var udviklet i joint venture med General Motors og var baseret på samme Theta-Crossover-platform som Chevrolet Equinox og Pontiac Torrent. Modellen blev bygget på den canadiske fabrik i Ingersoll, Ontario.
Bilen blev drevet af en 3,6-liters V6-benzinmotor med en effekt på 188 kW (256 hk). Modsat modelbetegnelsen havde XL7 i modsætning til forgængeren ikke længere syv siddepladser som standardudstyr. En tredje sæderække kunne dog ligesom firehjulstræk leveres som ekstraudstyr.
Da XL7 i USA ikke solgte lige så godt som sine konkurrenter, blev produktionen med udgangen af produktionsåret 2009 indstillet.